# Pál Orosz
Pál Orosz (* 25. Januar 1934 in Szentes; † 12. Mai 2014 in Budapest) war ein ungarischer Fußballspieler und -trainer.

## Spielerkarriere

### Vereine
Orosz begann im Alter von 14 Jahren bei Szentesi MÁV mit dem Fußballspielen und blieb wegen seines Talentes nicht unentdeckt. 18-jährig gelangte er nach Szeged und kam in der Spielzeit 1952 für den Erstligaabsteiger Szegedi Petőfi SK in der Nemzeti Bajnokság II zum Einsatz; dabei empfahl er sich für einen namhafteren Verein und eine höhere Spielklasse.
Bereits im Herbst 1952 gewechselt, kam er von 1953 bis 1966 für Ferencváros Budapest – der bis 1956 noch Budapesti Kinizsi Sport Egyesület hieß – in der Nemzeti Bajnokság, der höchsten Spielklasse im ungarischen Fußball zum Einsatz. Er debütierte am 15. März 1953 (1. Spieltag) beim 5:2-Sieg im Heimspiel gegen Haladás Szombathely. Sein erstes Tor erzielte er am 16. Mai 1953 (8. Spieltag) beim 2:0-Sieg im Heimspiel gegen den Neuling Sztálin Vasmû Építõk mit dem Führungstor in der 17. Minute.
Während seiner zwölfjährigen Vereinszugehörigkeit, in der er 71 Tore in 246 Punktspielen erzielte, gewann er zweimal die Meisterschaft und einmal den Vereinspokal. Das gegen Salgótarjáni BTC im Jahr 1956 vorgesehene Finale, wurde aufgrund des Ungarischen Volksaufstandes, der den Pokalwettbewerb zum Erliegen gebracht hatte, erst im Jahr 1958 im Népstadion ausgetragen und am 20. August mit 2:1 gewonnen. Beim Stand von 1:1 wurde er in der 58. Minute des Spielfeldes verwiesen, doch eine Minute später traf sein Mitspieler Zoltán Friedmanszky zur Führung, die bis Spielende Bestand haben sollte.
International nahm er im Zeitraum von 1958 bis 1966 an vier Pokalwettbewerben, an zweien mehrmals, teil. Insgesamt bestritt er 31 Spiele, in denen er zwei Tore erzielte. Im Einzelnen: Mitropapokal (1958; 2/0, 1960; 2/0, 1962; 5/0), Messestädte-Pokal (1962/63; 6/0, 1964/65; 9/0), Europapokal der Pokalsieger (1960/61; 2/2), Europapokal der Landesmeister (1965/66; 5/0). Im Wettbewerb um den Messestädte-Pokal erreichte er 1965 das Finale, das mit 1:0 gegen Juventus Turin gewonnen wurde.
Seine Spielerkarriere ließ er in der Saison 1966/67 beim Zweitligisten Pénzügyőr SE ausklingen.

### Nationalmannschaft
Als Spieler der Olympiaauswahl nahm er am olympischen Fußballturnier 1960 in Rom teil. Er bestritt das erste Spiel der Gruppe D, das gegen die Auswahl Indiens mit 2:1 am 26. August in L’Aquila gewonnen wurde. Als Gruppensieger zog er mit seiner Mannschaft ins Halbfinale ein, in dem am 6. September in Rom die Auswahl Dänemarks mit 2:0 siegte. Das anschließende Spiel um Bronze wurde am 9. September im Stadio Flaminio in Rom mit 2:1 gegen die Auswahl Italiens gewonnen, wobei er für die 1:0-Führung in der 32. Minute sorgte.

### Erfolge
- Olympische Bronzemedaille 1960
- Messestädte-Pokal-Sieger 1965
- Ungarischer Meister 1963, 1964
- Ungarischer Pokal-Sieger 1958, -Finalist 1966

## Trainerkarriere
Drei Jahre nach dem Ende seiner Spielerkarriere übernahm er in Marokko den Erstligisten Difaâ d’El Jadida, den er drei Jahre lang trainierte, wie auch ein zweites Mal von 1979 bis 1982.